# Parlamento de Hungría
El Parlamento (en húngaro: Országház = Casa del País) es probablemente el edificio más conocido de Budapest. Es la sede del legislativo húngaro y otras instituciones, como la biblioteca del Parlamento. Se encuentra en el distrito V de la ciudad, junto al río Danubio, situándose la entrada principal en la plaza Kossuth.
El edificio fue construido entre 1884 y 1902, siguiendo los planos de Imre Steindl, que se quedó ciego unos meses antes de la inauguración. Es el mayor edificio del país, escenario de las reuniones de la Asamblea Nacional de Hungría y el segundo mayor parlamento del mundo detrás del de Rumanía. Es de estilo neogótico, aunque con algunas particularidades.

## Realización

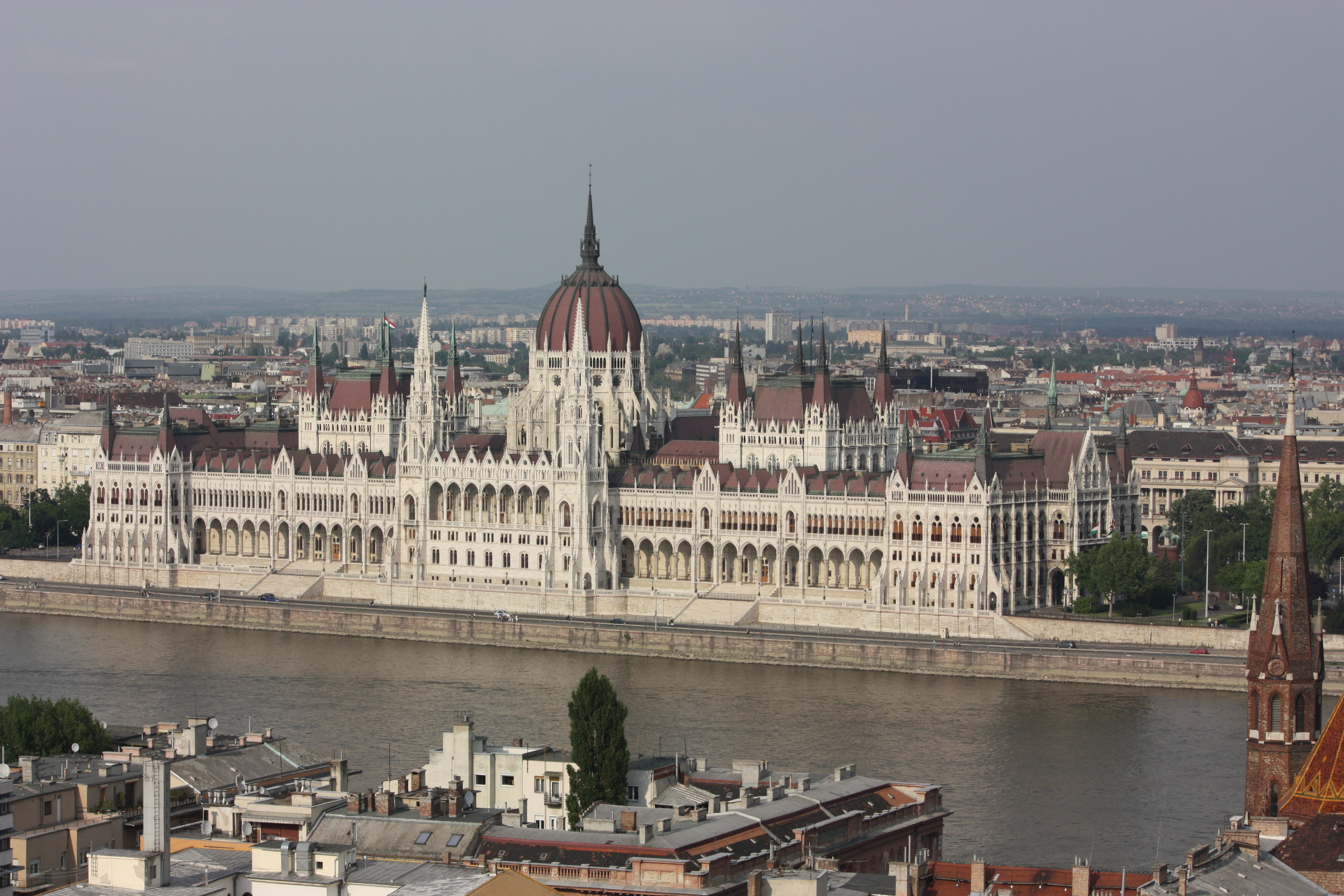
Parlamento húngaro junto al Danubio

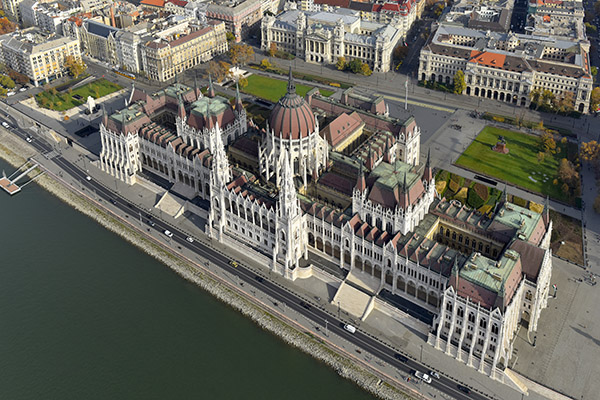
Vista aérea de la fachada del Danubio

### Historia
La idea de que el Parlamento húngaro tuviera un edificio propio ya se planteó en la primera mitad del siglo XIX, ya que después de estar basado en Bratislava pasó a reunirse en el Pesti Vigadó o en el Museo Nacional en Budapest. Alrededor de 1840 Mihály Pollack diseñó un edificio de estilo renacentista para Nádor József, pero no llegó a realizarse. En 1844 se convocó un concurso para el futuro edificio, que estaba previsto construir en el solar de la actual Erzsébet tér. Sin embargo, la Revolución y Guerra de Independencia de 1848-49 detuvo la evaluación de las 42 candidaturas recibidas, y la mayoría de los planos se perdieron entretanto. En 1861 se volvió a plantear la cuestión de un edificio provisional. La construcción comenzó en 1865, según los planos de Miklós Ybl, en la actual Bródy Sándor utca. El edificio, que hoy alberga el Instituto Cultural Italiano de Budapest, se terminó en sólo once meses. El diseño del edificio permanente se licitó quince años más tarde, en 1880.

### Concurso
El Parlamento aprobó una ley sobre la construcción de un edificio en el lugar donde se encontraba la primera central hidráulica temporal de Pest, que fue entregada en 1868 en la Flotillenplatz, en la orilla izquierda del Danubio : Ley LVIII de 1880. En 1881 se convocó un concurso de diseño basado en dicha ley. Varios arquitectos excelentes solicitaron construir una sede gubernamental permanente para Hungría. El plazo para la licitación expiró el 1 de febrero de 1883, fecha en la que se habían recibido diecinueve presentaciones. Sobre la base de la evaluación se otorgaron cuatro premios iguales: “Constitución I”, “Patres conscripti” y “Constitución II”. y el "Sc. El premio fue otorgado a un diseño con el título "Stephani regis". 
- Imre Steindl "Constitución I." Diseño de edificio neogótico
- El diseño "Patres conscripti" de Alajos Hauszmann , que irradia neobarroco y neoclasicismo
- Albert Schickedanz y Vilmos Freund “Constitución II”. Una creación colectiva, que se basó principalmente en la arquitectura antigua.
- Otto Wagner y sus colaboradores “Scti. Obra neorenacentista de Stephani Regis

Curiosamente, el plan de Hauszmann era el único que imaginaba el edificio perpendicular al Danubio, a pesar de que según la licitación, la fachada principal debía mirar hacia el Danubio. El único diseño neobizantino de Károly Gerster evocaba un auténtico palacio oriental, que fue especialmente elogiado por su carácter imponente, aunque resultó que el espacio interior planificado era insuficiente. (Steindl se vio obligado posteriormente a realizar correcciones debido a limitaciones de espacio.) 

### Diseño
El edificio fue diseñado por el arquitecto húngaro Imre Steindl y nació con el espíritu de historizar el eclecticismo, con una planta y edificio barroco de influencia masiva y prácticamente neogótico en sus detalles. Este edificio monumental fue construido siguiendo la moda del neogótico vienés, con la influencia de Friedrich von Schmidt. Schmidt construyó la iglesia de Nuestra Señora de la Victoria en Viena en el estilo gótico del Rin, y su cúpula tuvo una gran influencia en Imre Steindl cuando diseñó la cúpula del Parlamento de Budapest. 
Con motivo de la existencia milenaria del estado húngaro, el 8 de junio de 1896, se celebró la primera sesión de la Asamblea Nacional en el nuevo edificio parlamentario, con el edificio aún en construcción.
La condición para la construcción del Parlamento era que solo se utilizaran materiales de construcción nacionales. Una excepción son los ocho monolitos de mármol junto a la escalera principal. La primera excavación tuvo lugar en el terreno de la plaza Kossuth Lajos el 12 de octubre de 1885. Durante la construcción, un promedio de siete mil personas trabajaron durante diecisiete años, moviendo 176.000 metros cúbicos de terreno. Se utilizaron 40 millones de ladrillos, medio millón de piedras decorativas y 40 kg de oro.
Aunque el edificio fue inaugurado en 1894, no estaba listo en ese momento, ni siquiera en 1902, momento en el que ambas cámaras del parlamento se habían trasladado. La construcción se prolongó hasta 1904.
El 23 de octubre de 1989, Mátyás Szűrös, como presidente interino del país, proclamó la Tercera República de Hungría desde un balcón del edificio, terminando la República Popular de Hungría.
El edificio en sí tiene 268 m de largo, 123 m de ancho y su cúpula se eleva hasta los 96 m de alto, con una superficie construida de 17.745 metros cuadrados y un volumen de 473.000 metros cúbicos, el edificio cuenta en total con 691 dependencias. 
El lado que da al Danubio es la fachada principal, pero la entrada principal oficial se abre desde la plaza Kossuth Lajos.

## Características

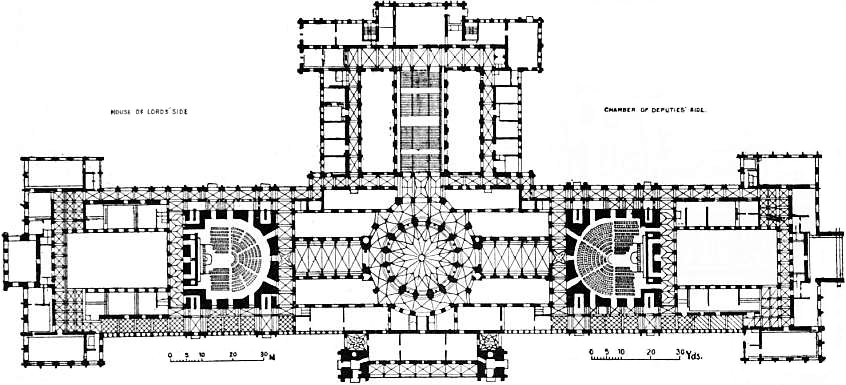
Plano de la planta principal del edificio

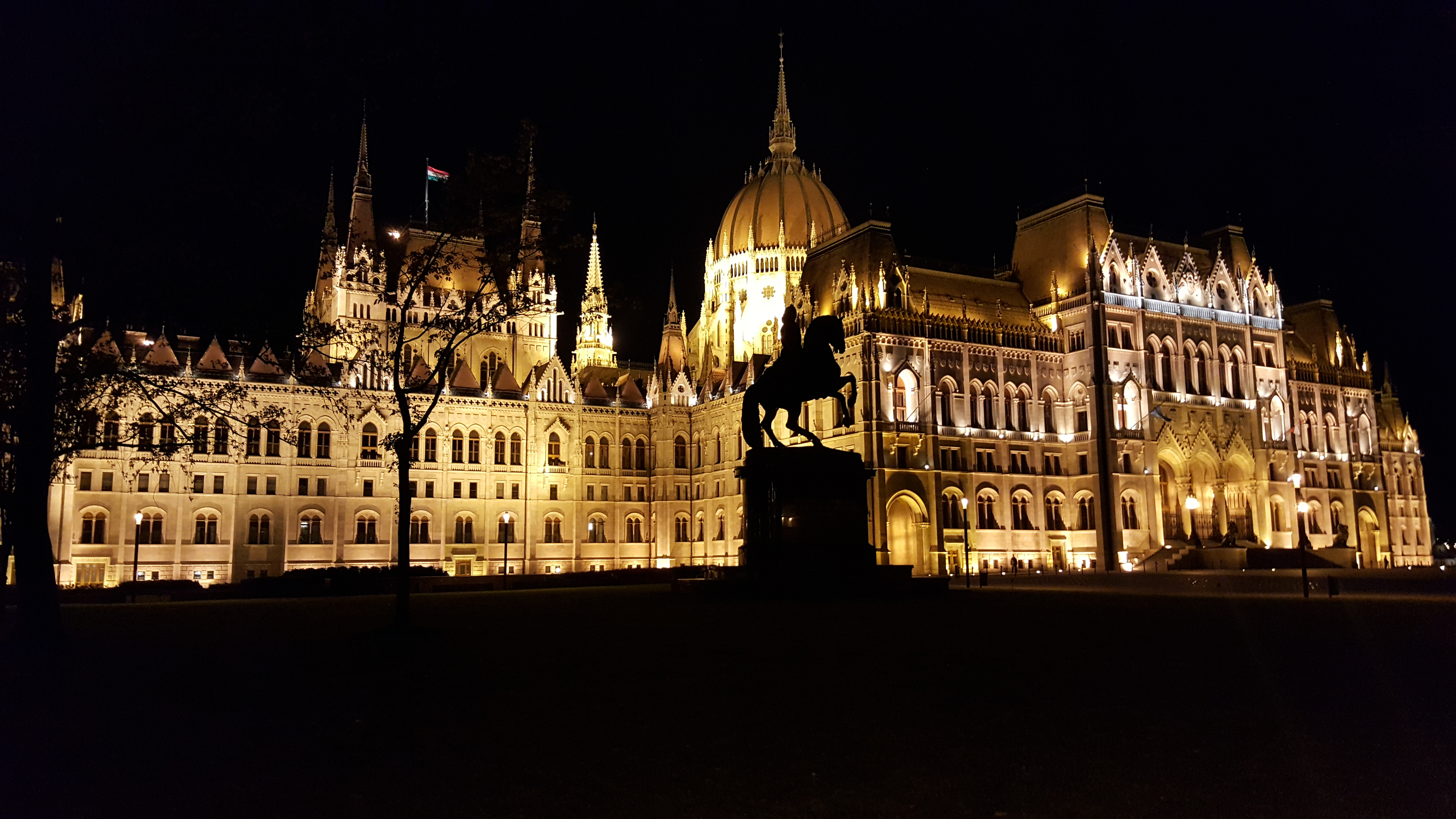
Lado del patio del edificio del Parlamento de Budapest por la noche.

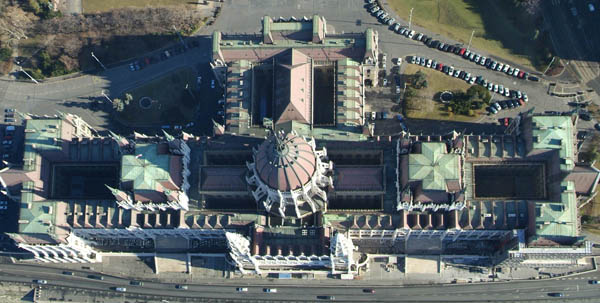
Vista aérea superior

El edificio del Parlamento está construido en estilo Renacimiento gótico; tiene una fachada simétrica y una cúpula central. La cúpula es de estilo  renacentista.
La disposición del edificio del Parlamento es completamente simétrica, ya que el edificio fue construido para un parlamento bicameral en 1896. El ala norte albergaba la cámara alta, y el ala sur albergaba la cámara baja. Las dos salas de reuniones son imágenes especulares una de la otra. En la actualidad, la cámara baja se utiliza para sesiones parlamentarias, mientras que la cámara alta está abierta a los turistas y se utiliza para reuniones de grupos parlamentarios, conferencias y recepciones. Es interesante que la alfombra del suelo del salón de la cámara baja sea roja, mientras que en la cámara alta es azul, ya que los miembros de la cámara alta eran tradicionalmente nobles, a los que se les llamaba de sangre azul.
El parlamento también es en gran medida simétrico desde el interior, con dos salas parlamentarias idénticas en los lados opuestos del edificio. Una de las dos salas todavía está en uso hoy en día para las sesiones de la Asamblea Nacional Húngara, la otra para ceremonias, conferencias y visitas guiadas. El edificio es de 268 m de largo y 123 m de ancho. Su interior incluye 10 patios, 13 ascensores de personas y mercancías, 27 puertas, 29 escaleras y 691 habitaciones (que incluyen más de 200 oficinas). Con una altura de 96 m, solía ser uno de los dos edificios más altos de Budapest, junto con la Basílica de San Esteban, hasta que el Campus MOL se completó en 2021. El número 96 se refiere al milenio de la nación, 1896, y la conquista del posterior Reino de Hungría en 896. La entrada es libre antes de las 8 de la mañana.
La fachada principal da al río Danubio, pero la entrada principal oficial es desde la plaza en el lado este del edificio. Dentro y fuera, hay un total de 242 esculturas en las paredes. La fachada muestra estatuas de Gobernantes húngaros, Líderes de Transilvania y figuras militares famosas. Los escudos de armas de reyes y duques están representados sobre las ventanas. La escalera oriental está flanqueada por dos leones. Al entrar en el Parlamento, los visitantes pueden subir las grandes escaleras ornamentales, ver frescos en el techo y pasar junto al busto del arquitecto Imre Steindl, en un nicho en la pared. Otras estatuas incluyen las de Árpád, Esteban I y Juan Hunyadi. El edificio cuenta con vidrieras y mosaicos de vidrio de Miksa Róth.
Una de las partes más famosas del edificio es el salón central hexadecagonal (de dieciséis lados), con enormes cámaras contiguas: la Cámara Baja y la Cámara Alta. La moderna Asamblea Nacional (Asamblea Nacional de Hungría) es unicameral y se reúne en la Cámara Baja, mientras que la Cámara Alta se utiliza como sala de conferencias y reuniones. La Santa Corona de Hungría, que también está representada en el escudo de armas de Hungría, se exhibe en la sala central desde 2000. Debido a su extensa superficie y su detallado trabajo manual, el edificio casi siempre está bajo renovación.

## Interior

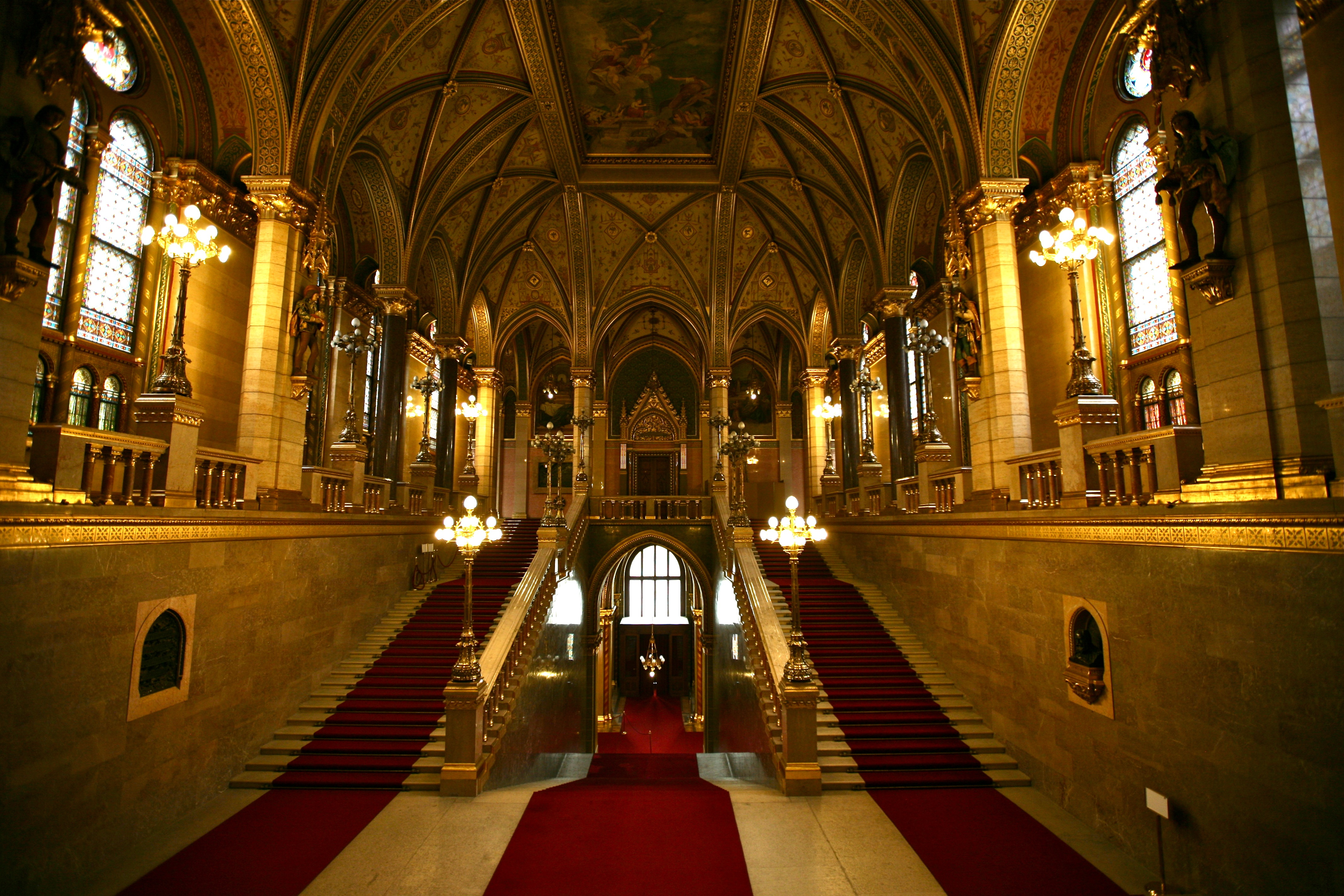
Interior del parlamento

El interior está decorado con mármol y oro. El edificio con su estructura simétrica sirve para albergar un parlamento bicameral. El ala norte alberga la oficina del primer ministro, mientras el ala sur las del Presidente de la República de Hungría.
En ambos lados de la escalera exterior se encuentran dos estatuas de leones. Las columnas están hechas de granito bermejo de 6 metros de altura y pesan 4 toneladas cada una. En el techo se pueden observar las pinturas alegóricas de Károly Lotz como la "Apoteosis de la legislación" y la "Glorificación de Hungría".
El edificio, con 691 dependencias, tiene una longitud de 268 m y su cúpula se eleva hasta los 96 m. 

### Sala de la Cúpula

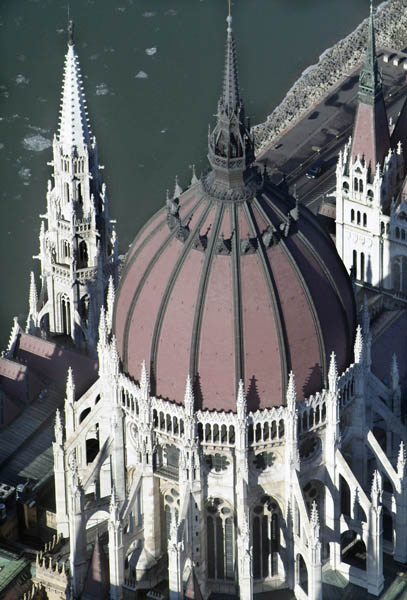
Cúpula

La sala central, donde se puede observar la cúpula desde dentro, alberga diversas estatuas de reyes húngaros, como por ejemplo una de San Esteban o Esteban I, primer rey de Hungría. En una vitrina justo en el centro se pueden admirar desde el año 2000 las joyas de coronación de Hungría (la famosa corona con la cruz torcida que aparece en el escudo del país, el cetro, el orbe y la espada de estilo renacentista).

### Antigua Cámara Alta
Ahora en desuso, se utiliza para mostrar a los turistas cómo era el antiguo parlamento.

### Consejo de los Diputados
Cámara no visitable para los turistas donde se reúnen hoy en día los diputados del parlamento húngaro.

## Exterior

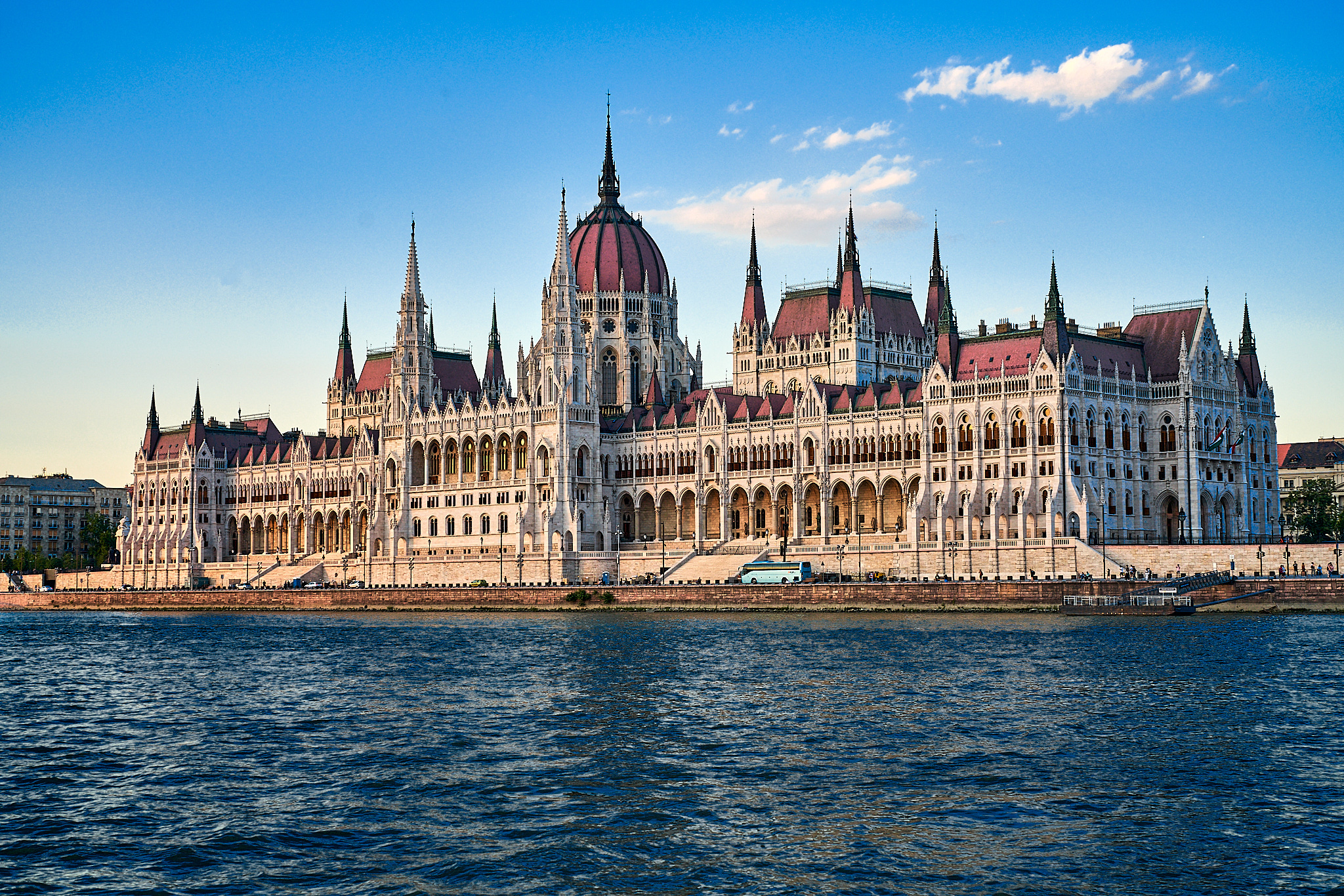
Fachada principal desde el río Danubio
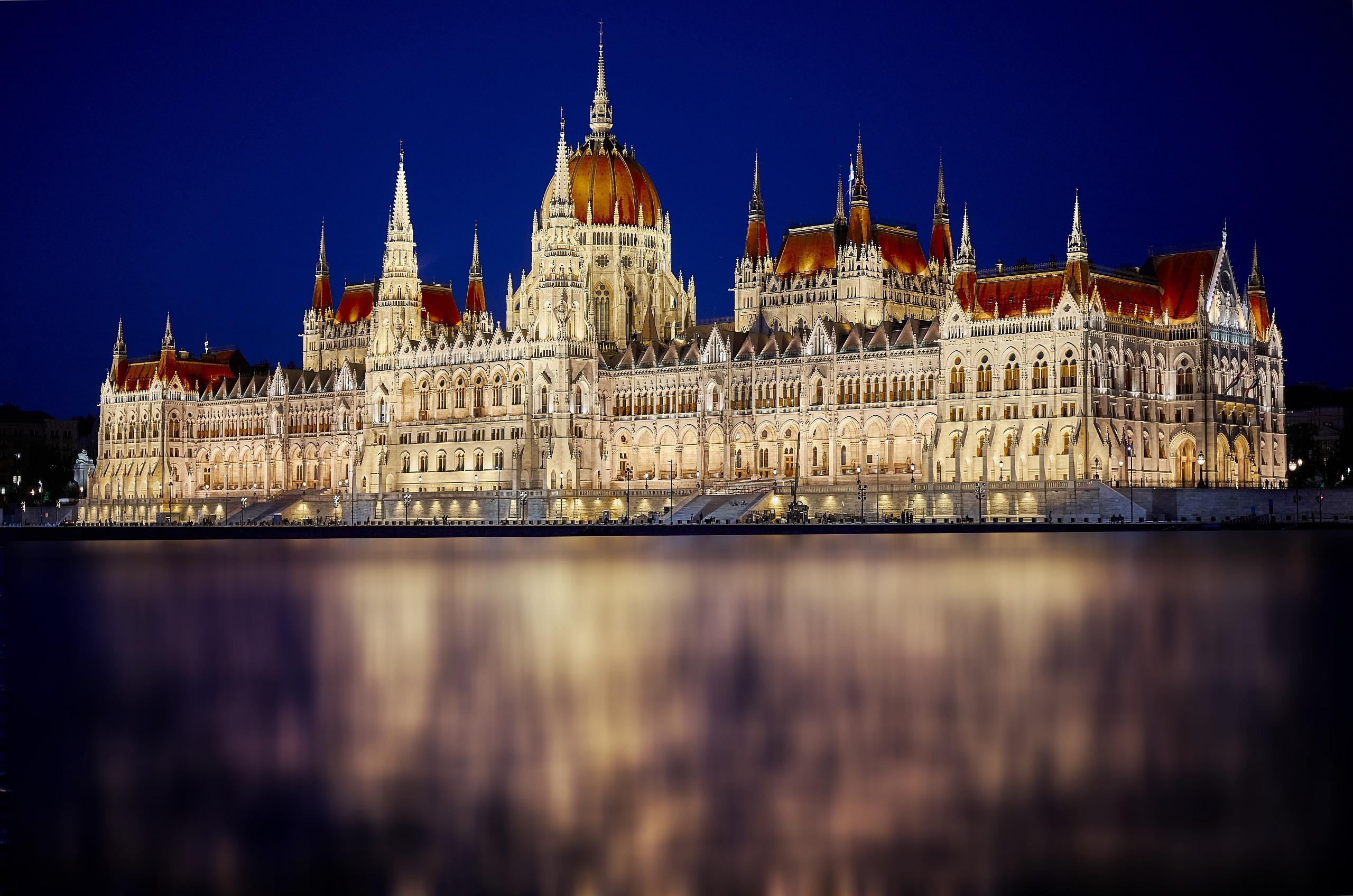
Vista de la fachada iluminada
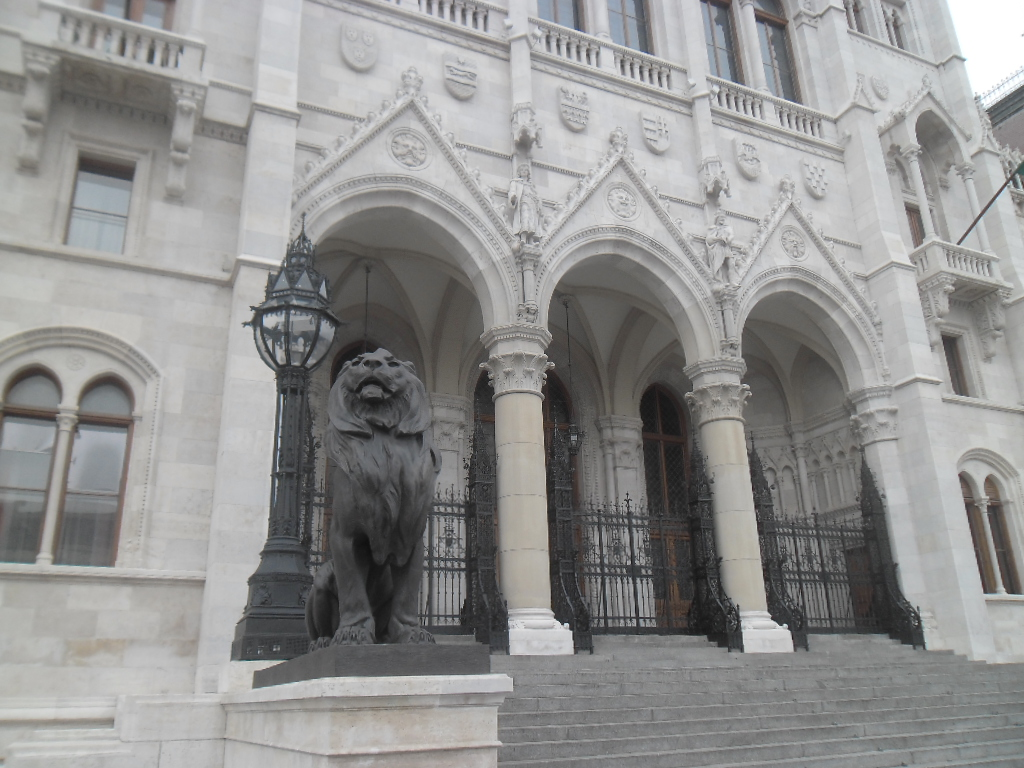
Entrada principal del parlamento
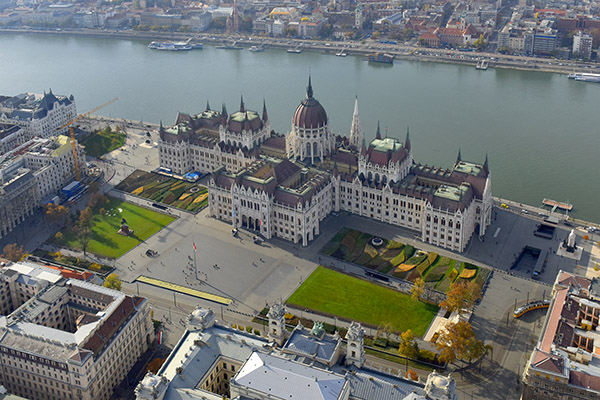
Vista aérea de la entrada y jardines en la plaza Kossuth Lajos
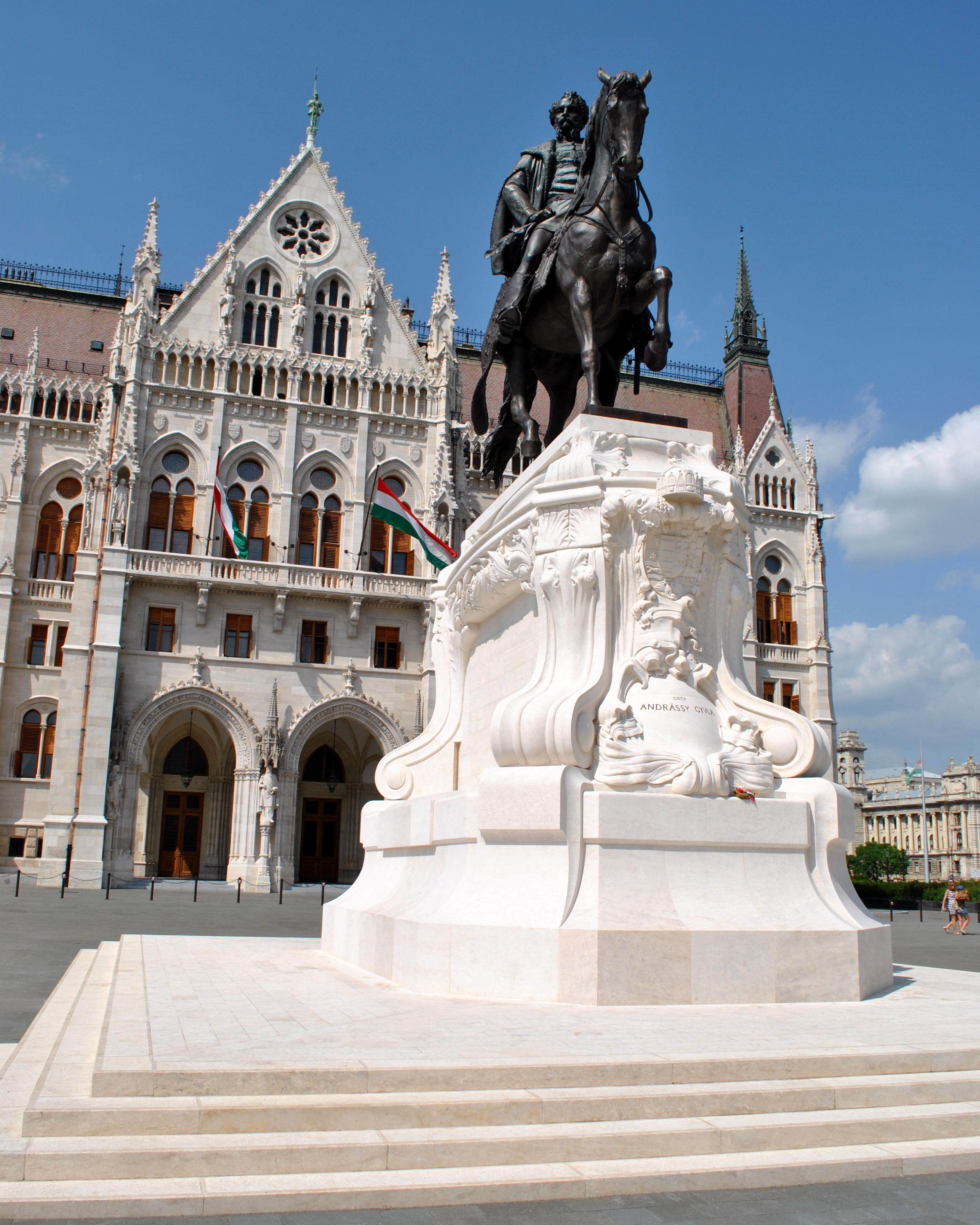
Estatua de Gyula Andrássy al sur del edificio

## La Santa Corona

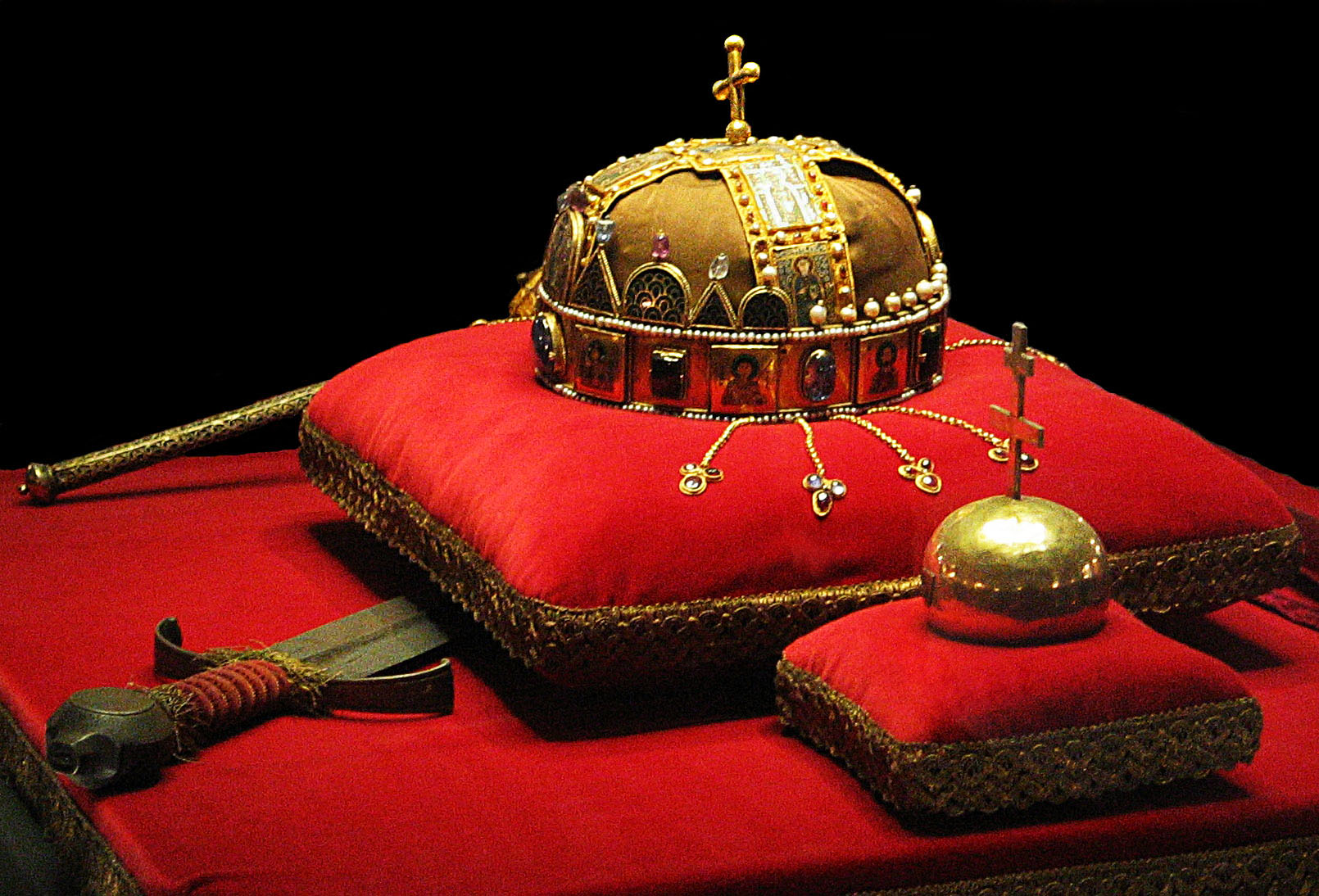
La Santa Corona, la manzana nacional y el cetro real húngaro.

Por lo que manda la Ley I de 2000, desde 2001 la Santa Corona y las demás insignias de coronación (excepto las túnicas de coronación) están expuestas en el Parlamento desde 2001. Desde 1978, la Corona ha estado expuesta en el Museo Nacional Húngaro; el texto de la Ley establece que el traslado ceremonial «coloca la Santa Corona en el lugar que le corresponde en Hungría y la pone bajo la protección del Parlamento en representación de la nación».